# Mecistognatha fuscescens
Mecistognatha fuscescens är en fjärilsart som beskrevs av George Francis Hampson. Mecistognatha fuscescens ingår i släktet Mecistognatha och familjen nattflyn. Inga underarter finns listade i Catalogue of Life.